# Malakichthys similis
Malakichthys similis è un pesce osseo di acqua salata appartenente alla famiglia Acropomatidae.